# Marquesado de Casares
El Marquesado de Casares es un título nobiliario español creado en Madrid el 10 de marzo de 1629 por el rey Felipe IV a favor de Pedro Sarmiento y Pastrana, miembro del Consejo de Guerra en Flandes y del Colateral de Nápoles. Su denominación hace referencia al municipio andaluz de Casares, provincia de Málaga.

## Marqueses de Casares
|                                        | Titular                                        | Periodo                |
| Creación por Felipe IV                 | Creación por Felipe IV                         | Creación por Felipe IV |
| -------------------------------------- | ---------------------------------------------- | ---------------------- |
| I                                      | Pedro Sarmiento y Pastrana                     | 1629                   |
| II                                     | Petronila Sarmiento y Pastrana                 |                        |
| III                                    | Francisco de Arrese y Sarmiento                |                        |
| IV                                     | Mencía de Torres Padilla y Pastrana            |                        |
| V                                      | Isabel de Tebes Manrique de Lara y Montalvo    |                        |
| VI                                     | Pedro de Peralta y Tebes Manrique de Lara      |                        |
| VII                                    | José Antonio de Peralta y Rivera de las Roelas | ¿?-1795                |
| VIII                                   | Manuel José de Peralta y Astraudí              | 1795-1874              |
| ...                                    |                                                |                        |
| Rehabilitación por Alfonso XIII, 1914  |                                                |                        |
| XI                                     | Lope de Figueroa y O'Neill                     | 1914-1931              |
| XII                                    | Antonio Salmerón y Martos                      | 1955-1984              |
| Rehabilitación por Juan Carlos I, 1995 |                                                |                        |
| XIII                                   | Francisco José Salmerón y Frías                | 1995-2013              |
| XIV                                    | Celia del Mar Salmerón y López                 | 2014-actual titular    |

## Historia de los marqueses de Casares
- Pedro Sarmiento y Pastrana, I marqués de Casares, soltero, le sucedió su sobrina:

- Petronila Sarmiento y Pastrana, II marquesa de Casares, casada con Martín de Arrese y Téllez Girón, le sucedió su hijo:

- Francisco de Arrese y Sarmiento Pastrana, III marqués de Casares, soltero. A su muerte los derechos de sucesión pasaron a la descendencia de Francisco Sarmiento y Pastrana, hermano menor del I marqués, cuya bisnieta fue:

- Mencía de Torres Padilla y Pastrana, IV marquesa de Casares, casada con Diego de Tebes Manrique de Lara y Montalvo, le sucedió su hija:

- Isabel de Tebes Manrique de Lara y Montalvo, V marquesa de Casares, casada en segundas nupcias con Pedro de Peralta y Rivera de las Roelas, alcalde ordinario de Arequipa, le sucedió su hijo:

- Pedro de Peralta y Tebes Manrique de Lara, VI marqués de Casares, casado con María Mayor de Rivera y Roelas Bustíos de Peralta, le sucedió su hijo:

- José Antonio Eulalio de Peralta y Rivera de las Roelas, VII marqués de Casares, casado con María Teresa de Astraudí y Orosia, le sucedió su hijo:

- Manuel José de Peralta y Astraudí, VIII marqués de Casares, casado con María Rosa Panizo y Remírez de Laredo, con sucesión hasta la actualidad, entre los que se incluye el historiador José Antonio del Busto Duthurburu. A su muerte, el marquesado queda en suspenso por insolvencia.

Rehabilitado en 1914 por:
- Lope de Figueroa y O'Neill († en 1931), XI marqués de Casares, Caballero Maestrante de la Real de Sevilla. Le sucedió:

- Antonio Salmerón y Martos, XII marqués de Casares.

1. Casó con Celia Frías Ruiz Torres-Milano.

Rehabilitado en 1995 por:
- Francisco José Salmerón y Frías, XIII marqués de Casares. Le sucede en 2014 su hija:

- Celia del Mar Salmerón y López,[1] XIV marquesa de Casares.[2]